# آیژیرا
آیژیرا (به لاتین: Aigeira) یک شهرک در یونان است که در شهردای اییگیلیا واقع شده‌است.